# Manuel Suárez (futbolista peruano)
Manuel Suárez (Piura, 10 de febrero de 1940 - Piura, 10 de enero de 2012) fue un futbolista peruano que jugaba como delantero.

## Clubes
| Club                          | País | Año         |
| ----------------------------- | ---- | ----------- |
| Municipal de Buenos Aires     | Perú | 1957        |
| Alfonso Ugarte del Barrio Sur | Perú | 1958 - 1959 |
| Atlético Grau                 | Perú | 1960 - 1966 |
| Alfonso Ugarte de Chiclín     | Perú | 1967        |
| GASA de Cruz de Chalpón       | Perú | 1968        |
| Mariscal Castilla de Sullana  | Perú | 1969        |
| Atlético Grau                 | Perú | 1970 - 1981 |

## Palmarés
Campeón Bolivariano en 1961 en Barranquilla, Colombia como integrante del seleccionado amateur de Perú.

### Campeonatos nacionales
| Título    | Club                      | País | Año  |
| --------- | ------------------------- | ---- | ---- |
| Copa Perú | Alfonso Ugarte de Chiclín | Perú | 1967 |
| Copa Perú | Atlético Grau             | Perú | 1972 |